# Лтава (стадіон)
«Лтава» — стадіон, розташований в місті Полтава, Україна, який вміщує 640 глядачів і є тренувальним комплексом футбольного клубу «Ворскла». Має два поля, трибуну, приміщення.
На стадіоні проводять свої матчі молодіжні команди Ворскли: U-19, Ворскла-2 та жіноча команда. 

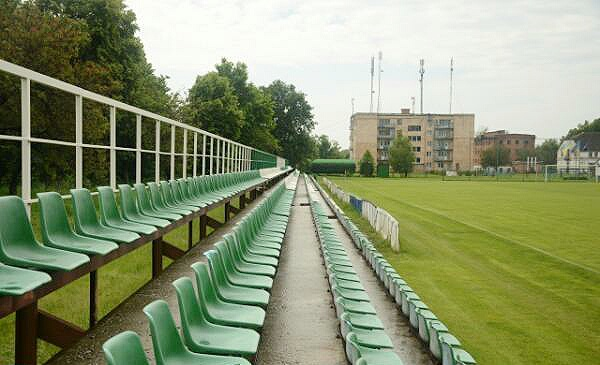
Вигляд з трибуни